# تیروسول
تیروسول (به انگلیسی: Tyrosol) با فرمول شیمیایی C8H10O2 یک ترکیب شیمیایی با شناسه پاب‌کم 10393 است. که جرم مولی آن ۱۳۸٫۱۶۴ گرم بر مول می‌باشد. 